# Cherubikon
Das Cherubikon (χερουβικόν) oder der Mystische Hymnus (μυστικὸς ὕμνος) ist ein liturgischer Gesang (Troparion) des byzantinischen Ritus. Damit begleitet der Chor die Prozession mit den eucharistischen Gaben vom Rüsttisch zum Altar. Kaiser Justin II. führte den Cherubim-Hymnus im Jahr 574 per Dekret in die Liturgie ein.
Der Cherubim-Hymnus gilt als Schlüsseltext zum Verständnis des orthodoxen Gottesdienstes.

## Text des Cherubim-Hymnus
Mit Ausnahme von Gründonnerstag und Karsamstag hat das Cherubikon bei jeder Eucharistiefeier den folgenden Text, den man auch als Cherubim-Hymnus (im engeren Sinne) bezeichnet:
| Griechischer Urtext | Transkription | Deutsche Übersetzung |
| --- | --- | --- |
| Οἱ τὰ Χερουβεὶμ μυστικῶς εἰκονίζοντες, καὶ τῇ ζωοποιῷ Τριάδι τὸν Τρισάγιον ὕμνον προσάδοντες, πᾶσαν τὴν βιοτικὴν ἀποθώμεθα μέριμναν. Ὡς τὸν Βασιλέα τῶν ὅλων ὑποδεξόμενοι, ταῖς ἀγγελικαῖς ἀοράτως δορυφορούμενον τάξεσιν. Ἀλληλούϊα, Ἀλληλούϊα, Ἀλληλούϊα. | I tá Cheruvím mistikós ikonízontes, ké tí zoopió Triádi tón Triságion ímnon prosádontes, pásan tín viotikín apothómetha mérimnan. Os tón Vasiléa tón ólon ipodexómeni, tés angelikés aorátos doriforúmenon táxesin. Allilúia, allilúia, allilúia. | Die wir die Cherubim geheimnisvoll abbilden und die lebenschaffende Dreiheit mit dem Hymnus ‚Dreimal Heilig‘ besingen – laßt uns nun jegliche Sorge des Alltagslebens ablegen, auf daß wir den König des Alls empfangen, der unsichtbar von den himmlischen Heerscharen im Triumph geleitet wird. Halleluja, Halleluja, Halleluja. |

## Großer Einzug und Cherubim-Hymnus
Die Königstür der Ikonostase wird geöffnet. Damit beginnt der Große Einzug. Der Chor singt den ersten Teil des Hymnus. Unterdessen beräuchert der Diakon Altar, Rüsttisch und Altarraum. Er tritt durch die Königstür und beräuchert die Ikonostase, kehrt wieder durch die Königstür in den Altarraum zurück und beräuchert dort den Priester, sodann, vom Ambo aus, Chor und Gemeinde.
In feierlicher Prozession verlassen nun der Priester, der den eucharistischen Kelch trägt, und der Diakon, der den bedeckten Diskos mit den Prosphorenteilchen trägt, durch die nördliche Tür der Ikonostase den Altarraum. Sie bleiben vor der Königstür stehen, und der Priester gedenkt fürbittend des Patriarchen, des Episkopats, des Klerus und der gesamten orthodoxen Christenheit. 
Dann werden die eucharistischen Gaben auf dem Altar angeordnet. Während das geschieht, singt der Chor den zweiten Teil des Cherubim-Hymnus.

## Bedeutung
Der Gottesdienst der Kirche wird durch den Cherubim-Hymnus als Mitfeier der Menschen am himmlischen Gottesdienst interpretiert. Irdisches und Himmlisches werden als Einheit wahrgenommen, so dass die Gläubigen durch Ablegen aller irdischen Leidenschaften gemeinsam mit den Engeln Gott loben können. (Der Große Einzug symbolisiert zugleich aber auch den Einzug Jesu in Jerusalem.)
In der syrischen Tradition entspricht die sogenannte Mysterienantiphon (ˁoniṯa d-razē) dem Cherubikon. „Diese Gesänge … sehen in der Überbringung der Gaben z[um] Altar Christus, den v[on] den himml[ischen] Heerscharen begleiteten König des Himmels, der sich aufmacht, das Heilsmysterium zu verwirklichen u[nd] sich selbst den Menschen mitzuteilen.“

## Geistliche Chormusik
- Sergei Wassiljewitsch Rachmaninow: Cheruwimskaja pjesn’ Херувимская песнь (Op. 31, 8)
- Pjotr Iljitsch Tschaikowski: Cheruwimskaja pjesn’ Херувимская песнь (Op. 41, 6)